# 梶野真未
梶野 真未（かじの まみ、1980年5月27日 - ）は、山梨県出身の元ボートレーサー。登録番号4130。身長160cm。血液型A型。89期。東京支部所属。師匠は柾田敏行（登録番号2883）。父は、元ボートレーサーの木下貞親（登録番号1664）、夫も同じくボートレーサーの梶野学志（登録番号4140）、同期に原豊土、江夏満、山田雄太らがいる。旧名は木下 真未。

## 来歴
- 2001年11月7日、平和島競艇場でデビュー（6着）。
- 2002年10月3日、児島競艇場での「第16回瀬戸の女王決定戦」3日目1Rで初勝利。
- 2008年5月から2009年10月まで産休。
- 2009年10月22日、浜名湖競艇場での「（社）全日本不動産協会静岡杯アタック」より復帰（6着）。
- 2015年2月18日、 選手登録消除。

## 戦績
- 出走回数：1350回
- 1着回数：58回
- 優出回数：0回
- 優勝回数：0回
- フライング(F)回数：11回
- 出遅れ(L)回数：1回
- 通算勝率：3.05
- 2連対率：10.22
- 3連対率：21.11
- 生涯獲得賞金：64,380,800円